# دفنة بسيطة
دفنة بسيطة (الاسم العلمي: Daphne modesta) هي نوع من النباتات تتبع جنس الدفنة من الفصيلة المثنانية.